# بييرو دا كوفيلها
بييرو دا كوفيلها (بالإنجليزية: Pêro da Covilhã) كان دبلوماسيًا ومستكشفًا برتغاليًا.

## طالع أيضًا
- قائمة المستكشفين